# Jean-Paul 'Bluey' Maunick
Pour les articles homonymes, voir Bluey.
 (mars 2012).
Si vous disposez d'ouvrages ou d'articles de référence ou si vous connaissez des sites web de qualité traitant du thème abordé ici, merci de compléter l'article en donnant les références utiles à sa vérifiabilité et en les liant à la section « Notes et références ».
Jean-Paul 'Bluey' Maunick (né le 19 février 1957 à Maurice) est un guitariste, compositeur et producteur britannique. Il est à la tête du groupe britannique d'acid jazz Incognito depuis sa formation en 1979. Il a, avec Incognito, réalisé quinze albums studio, live, de remix et de compilation. Avant de former Incognito, Bluey était le membre fondateur du groupe Light of the World. Il a produit des artistes tels que Paul Weller, George Benson, Maxi Priest, Terry Callier, et a également collaboré avec Stevie Wonder.

## Vie privée
Il est le fils du poète mauricien Édouard Maunick et de Armande Mallet. Il est né à Maurice et s'installe au Royaume-Uni alors qu'il n'a que neuf ans.